# Alopecosa solivaga
Alopecosa solivaga là một loài nhện trong họ Lycosidae.
Loài này thuộc chi Alopecosa. Alopecosa solivaga được Wladislaus Kulczynski miêu tả năm 1901.